# 熱羅姆·邦克泰爾
熱羅姆·邦克泰爾（法語：Jérôme Banctel，法語發音：[ʒeʁom bɑ̃ktɛl]；1971年12月1日—）出生於法國布列塔尼大區伊勒-维莱讷省的塞什河畔皮雷，是一名法式料理的廚師。

## 生平
熱羅姆·邦克泰爾在16歲的時候，想要從事烹飪行業，於是在大聖梅昂的酒店學校就學，完成學業之後，他前往昂甘萊班跟廚師米歇爾·克雷弗（法語：Michel Kéréver）身邊當廚師助理，當米歇爾·克雷弗前往荷蘭開餐廳的時候，也帶著熱羅姆·邦克泰爾一起創業。他後來回到法國前往巴黎，在艾菲爾鐵塔的儒勒·凡爾納餐廳工作、在克里雍大飯店的Les Ambassadeurs餐廳工作時，成為克里斯蒂安·康斯坦斯的助理、直到在貝爾納·帕科的L'Ambroisie餐廳時，就待了十年的時間，並且成為副主廚。
2005年是他重要的時刻，熱羅姆·邦克泰爾遇見艾倫·杜卡斯和阿兰·桑德朗兩位名廚，他正式成為馬德萊娜廣場Lucas Carton餐廳的主廚，同時擔任連鎖酒店瑪瑪·謝爾特的法國餐飲的顧問廚師。2015年熱羅姆·邦克泰爾被挖角到巴黎瑞瑟夫酒店的Le Gabriel餐廳擔任行政總廚，次年就獲得米其林二星評鑑，熱羅姆·邦克泰爾迄今仍在Le Gabriel餐廳掌廚。

## 獲獎
- 米其林指南[5]
- 戈和米約[6]